# Santo Antônio do Grama
Santo Antônio do Grama é um município brasileiro do estado de Minas Gerais.

## Geografia
Sua população em 2010 era de 4 090 habitantes.
Situada próximo ao Rio Casca, é uma cidade tranquila rodeada por cadeias de montanhas. Ótimo para quem procura um bom descanso, tendo ótimas cachoeiras para se refrescar, além de uma população alegre e hospitaleira. O acesso pode ser tanto pela rodovia BR-262, quanto pelo estrada de Ouro Preto.
Municípios vizinhos: Ponte Nova, Abre-Campo, Rio Casca, Jequeri, Urucânia.
O município é abastecido pelo ribeirão Santo Antônio do Grama. Em 2018, o rompimento de um mineroduto forçou o uso do ribeirão Salgado para evitar o manancial contaminado.

## Turismo
- Mata de Dona Zina
- Pedra do Oratório
- Pedra da Torre
- Capelas de Nossa Senhora Aparecida
- Cine Gramense
- Igreja Matriz de Santo Antônio[8]